# Jan Peters
Jan Peters (Groesbeek, 18 de agosto de 1954) é um ex-futebolista neerlandês, que atuava como meia.

## Carreira
Jan Peters fez parte do elenco da Seleção Neerlandesa de Futebol que disputou a Eurocopa de 1976.

## Ligações Externas
- Perfil em FIFA.com (em inglês)